# Первые на Луне
«Пе́рвые на Луне́» — российский псевдодокументальный фильм 2005 года, снятый режиссёром-документалистом Алексеем Федорченко и ставший его дебютом в игровом кино. Фильм представляет собой имитацию двух документальных стилей: ретрохроники времён 1930-х и 1940-х годов (состоит почти полностью из игровых фрагментов, стилизованных под эпоху тридцатых) и современного документального фильма-расследования, включающего интервью с современниками случившихся событий.
Сюжет фильма «Первые на Луне» построен вокруг утверждений, что первый полёт человека в космос был организован СССР задолго до полёта Гагарина, в 1938 году в обстановке полной секретности; советский космонавт первым ступил на поверхность Луны. Связь с ракетой и космонавтом пропала сразу после старта, поэтому советские спецслужбы решили уничтожить все упоминания о полёте и устранить ключевых участников этого проекта. Авторы фильма «восстанавливают» хронологию событий, используя якобы чудом сохранившиеся в разных архивах киноплёнки, письменные доказательства и рассказы выживших свидетелей того времени.
Фильм «Первые на Луне» был удостоен премии Венецианского кинофестиваля 2005 года в рамках конкурсной программы «Горизонты» как лучший документальный фильм. Сам режиссёр был удивлён тем, что организационный комитет отнёс его картину не к художественным, а к документальным фильмам. Фильм был отмечен призами «За лучший дебют» и «Приз гильдии киноведов и кинокритиков» на фестивале «Кинотавр» в Сочи в 2005 году. Иногда он называется первым российским фильмом жанра псевдодокументалистики.

## Сюжет
Картина начинается с утверждения авторов о том, что в фильме использовались кинокадры, чьё качество не соответствует принятым техническим нормам, но чья уникальность важна для фильма. На первых же кадрах после титров появляется каменистая земля, в которую вгрызается лопата: на этом фоне закадровый голос сообщает, что в марте 1938 года на севере Чили жители одной из деревень стали свидетелем странного явления, которое изначально было принято за падение метеорита, однако в дальнейшем оказывается, что упавшим объектом был отнюдь не метеорит. Изучая историю ракетостроения и параллельно расследуя инцидент в Чили, российские документалисты узнают о событии, которое тщательно замалчивалось многие годы — об организованном СССР ещё в предвоенные годы полёте человека в космос. В фильме показываются кадры, представленные как фрагменты хроник из разных государственных архивов, долго находившиеся под грифом секретности: авторы утверждают, что некоторые из кадров были сняты на бесшумную скрытую камеру СК-29, предназначавшуюся для негласного наблюдения. Один из сотрудников архивов по ходу фильма говорит двусмысленную фразу, которую можно считать софизмом: «Все, что было, должно быть снято, а если снято — значит, было».
Основная сюжетная линия начинается с рассказа о том, как в разные века учёные Китая, Италии и Германии разрабатывали разные проекты реактивных снарядов и ракет, которые можно было использовать в качестве оружия. В XIX веке проекты ракетного оружия для нужд русской армии создавали такие военные изобретатели, как Константин Константинов и Карл Шильдер. В СССР же идею запуска ракеты на Луну предложил конструктор Фёдор Фёдорович Супрун: утверждается, что по размерам ракета Супруна была сопоставима со Спасской башней. В состав отряда «космолётчиков», как их называют в фильме, вошли четыре человека: герой гражданской войны пилот Иван Харламов; казанский беспризорник и пловец Ханиф Фаттахов, девушка по имени Надежда Светлая и актёр-лилипут из цирка Михаил Рощин по прозвищу «Человек-ядро». Рощина брали на случай, если отсек ракеты придётся строить маленьким, и он долго считался основным претендентом на полёт в космос.
История подготовки космонавтов сопровождается кадрами съёмок со скрытых камер и современными интервью. Авторы утверждают, что в изготовлении ракеты и подготовке космонавтов участвовало около 1,5 млн человек, как стахановцы, так и сотрудники ГПУ. Из реалий того времени упоминается кузнец-стахановец Пименов, который ковал втулки для будущей ракеты без перерывов и делал это настолько упорно, что даже сломал пресс. Будущую космическую технику испытывают на животных: в одной из сцен пионеры катают утёнка на центрифуге из велосипедного колеса, заставляя его испытать «перегрузку в пять земных норм»; испытатели опаивают поросёнка кагором, чтобы тот легче перенёс невесомость, одевают его в скафандр и выстреливают им из пушки; кандидаты в космонавты играют с обезьяной по кличке Дуська, проходящей испытания вместе с ними. В какой-то момент на кадрах подготовки космонавтов даже оказываются нацистские офицеры, что искренне удивляет очевидцев подготовки, пересматривающих кадры. Итоговый выбор падает на Ивана Харламова, который должен стать первым космонавтом СССР: его с большим трудом уводят со свидания с девушкой, и эта сцена сопровождается дракой пьяного Харламова с патрулём. В ночь перед запуском ракеты члены отряда космонавтов играют на гитаре и пьют, а Харламов остаётся на некоторое время с Надеждой.
Запуск ракеты состоялся 16 марта 1938 года с секретного космодрома под Нязепетровском, куда ракету доставили четыре тепловоза. Харламов должен был надеть специальный свинцовый скафандр, в котором он в условиях земного притяжения, будучи в ракете, мог только лежать. Кадры запуска представляют собой вертикальную панораму: сначала показана готовящаяся к старту ракета, в пилотируемый модуль которого должны поместить Харламова, потом конструктор Супрун за чаем, а затем рабочие, обслуживающие ракету. Наконец, происходит долгожданный запуск, который все приветствуют ликованием. Далее события развиваются не по плану: при взлёте оторвалась часть обшивки ракеты, а спустя несколько минут с кораблём и Харламовым прерывается связь. Супрун пытается найти ракету, отправляясь в Крым вместе с Фаттаховым, но терпит неудачу и сбегает за границу, а спецслужбам поручают уничтожить все сведения о космической программе и устранить свидетелей в лице членов отряда космонавтов.
Бункер запуска был залит цементом, а многочисленные документы и плёнки были сожжены спецслужбами в печах. В 1968 году выясняется, что Супрун сбежал в Южную Африку и стал смотрителем старого солдатского кладбища в пригороде Кейптауна: КГБ следил за ним несколько месяцев, прежде чем Супрун умер своей смертью. О судьбе Супруна рассказывает сотрудник НКВД, который и осуществлял за ним слежку — делает он это нехотя, уклоняясь от вопросов. Спящие Михаил и Надежда умирают в комнате общежития от отравления ядовитым газом, который запустили туда сотрудники НКВД. Фаттахов же попадает с дизентерией в крымскую больницу, потом перебирается в другую и некоторое время живёт у девушки, опасаясь возвращаться. Изучая архивные данные, российские документалисты отправляются на место падения загадочного объекта в Чили, который мог оказаться ракетой, но не находят почти ничего — обломки упавшего аппарата по неизвестной причине исчезли. Чилийцы рассказывают документалистам деревенские предания о случившемся и продают им за 120 долларов США остаток аппарата — обломок приборной доски от ракеты.
Спустя полтора года после старта ракеты, во время боёв на Халхин-Голе сотрудниками спецслужб был задержан человек, пришедший пешком из Китая. Незнакомцем оказался Иван Харламов, который получил черепно-мозговую травму и лишился возможности членораздельно говорить. Его отправили в психлечебницу: на вопросы он не смог внятно ответить, однако следствие восстанавливает его маршрут из Чили до материкового Китая, который он проделал в одиночку. Лечение не дало результата, несмотря на заботу одной из санитарок, которая утверждала, что Иван пытался писать какие-то письма в вышестоящие органы, однако она из опасений за его жизнь так и не отправила ни одно письмо. В итоге Иван сбежал из лечебницы и исчез. Несмотря на участие многих людей в разработке дела Харламова, НКВД не нашли беглеца. Позже выяснилось, что в 1946 году он вошёл в труппу цирка Ульяновска, где тщетно искал Михаила Рощина. В цирке он выступал с патриотическим номером в образе Александра Невского по мотивам одноимённого фильма Сергея Эйзенштейна: его герой прогонял немецких рыцарей, которых играли лилипуты. В 1951 году Харламов уволился из цирка, и его следы были окончательно утеряны.
Единственный выживший из отряда Фаттахов устроился работать бутафором при Зоологическом музее Санкт-Петербурга и занялся созданием движущихся моделей насекомых. Именно по его воспоминаниям восстанавливалась хронология событий запуска ракеты, а вместе с режиссёром он просмотрел «архивные» киноплёнки. Авторы сообщают, что по ходу съёмок Фаттахов скончался на своём рабочем месте. Съёмочная группа, изучавшая сохранившиеся чертежи Супруна, всё же создаёт действующую, но уменьшенную копию ракеты (в масштабе 1:35), и испытывает её за городом, чтобы проверить гипотетическую возможность подобного полёта при имевшихся тогда технологиях. Женщина-специалист из секции «юный моделист-конструктор» выступает за проведение эксперимента, поскольку высказывает серьёзные сомнения по поводу подлинности чертежей, предполагая, что подобную ракету построить было невозможно. При запуске ракета взрывается, так и не оторвавшись от земли.
Выясняется, что на месте крушения была найдена киноплёнка, на которой были засняты Харламов в скафандре во время полёта и лунная поверхность с посадочным модулем корабля, на борту которого написано «СССР». Доказывая, что все события картины являются художественным вымыслом, авторы в конце фильма приводят в титрах весь состав съёмочной группы и всех актёров с ролями (вплоть до артиллерийского расчета, который в одной из сцен запускал поросёнка из пушки в стратосферу). Титрам предшествует вид всех космолётчиков со спины в лучах огромного прожектора.

## В главных ролях
- Борис Власов — Иван Харламов[22]
- Виктория Ильинская — Надежда Светлая[22]
- Анатолий Отраднов — Ханиф Фаттахов (в старости)[22]
- Алексей Славнин — Ханиф Фаттахов (в молодости)[22]
- Андрей Осипов — Федор Супрун[11][15]
- Виктор Котов[31] — Михаил Рощин[m]

## Съёмки

### Сценарий
Алексей Федорченко, прежде известный как режиссёр-документалист, увлёкся историей 1930-х годов после съёмок картин «Давид» и «Дети Белой могилы» о жертвах сталинских репрессий. Саша Кисилев в журнале «Искусство кино» писал, что Федорченко вёл работу над документальным фильмом об одном из красных командиров, когда в Интернете случайно обнаружил сценарий Александра Гоноровского и Рамиля Ямалеева «Первые на Луне» и заинтересовался возможностью съёмки фильма по этому сценарию. Согласно интервью Федорченко для издания Pravda.ru 2005 года, фильм «Первые на Луне» стал заключительной частью большой трилогии, куда входили фильмы «Давид» (о мальчике, который становился жертвой репрессий в Третьем Рейхе, Франции, Великобритании и СССР) и «Дети Белой могилы» (о депортации народов в Северный Казахстан). Третий фильм, в соответствии с задумкой Федорченко, должен был стать картиной об отношении государства к своим лучшим людям, однако на выходе у Федорченко получилось «нечто иное, наверное больше про расплату», и только потом он нашёл сценарий для «Первых на Луне».
Первоначальный сценарий с фабулой фильма был опубликован в журнале «Киносценарии» за 1995 год и указан среди лауреатов конкурса «Зеркало». Первая попытка перенести действие сценария на экран была предпринята в 1997 году в Москве другим режиссёром и другими актёрами, однако из-за дефолта 1998 года съёмки были остановлены. В 2002 году Федорченко нашёл текст сценария в Интернете, связался с первым режиссёром и сценаристами и договорился о том, что возглавит съёмочную группу. По словам Нины Цыркун, оригинальный сценарий фильма в дальнейшем был существенно переработан: в частности, в картине появилась более чёткая любовная линия с участием главного героя. Что касается элементов подлинности в основной сюжетной линии, то Федорченко настаивал на том, что в 1930-е годы в СССР действительно разрабатывались программы космических полётов будущего и даже создавались эскизы лунных модулей: показанный в фильме лунный модуль был построен по эскизам одного конструктора 1920-х годов. По словам режиссёра, если бы задача космического полёта в действительности была поставлена Сталиным, над ней бы работали со всей серьёзностью даже при маловероятной осуществимости проекта.
В 2004 году журналистка Екатерина Барова, комментируя в газете «Собеседник» предстоящий выход фильма, заявила, что, несмотря на содержание сценария фильма в строгой секретности, получила «полный монтажный план» фильма, авторство которого приписывалось «известному режиссёру-кинодокументалисту Владимиру Нахимову», якобы умершему до окончания съёмок. Газета настаивала, что все факты в картине были подлинными, эти утверждения неоднократно повторяли многие издания. Газета «Комсомольская правда» даже обратилась к историку космонавтики и журналисту Антону Первушину, который в интервью разъяснил, почему сюжет фильма является вымыслом: в частности, неоднократно упоминаемый в фильме термин «космолётчик» никогда не использовался ни в одном из советских документов.

### Технические особенности
Бюджет фильма составил около 1 миллиона долларов США, из которых около 70 % на съёмки выделило Госкино. По некоторым оценкам, съёмки в Москве стоили бы примерно в три раза дороже. Съёмочная группа полностью отказалась от компьютерной графики, чтобы сэкономить деньги и время, и перешла на традиционную комбинированную съёмку для более точной передачи духа того времени. Съёмки заняли год, и ещё один год был потрачен на монтаж. Согласно разным интервью Федорченко, реальные архивные кадры составляли 5 или 7 % экранного времени: в эту хронику, в частности, вошли кадры парадов на Красной площади со Сталиным, фрагменты первого советского научно-фантастического фильма 1936 года «Космический рейс» и кинохроника боёв на Халхин-Голе. Всё остальное, включая заводскую кинохронику, запуск ракеты и тренировки космонавтов, было лишь «стилизацией».
В распоряжении съёмочной группы была база Свердловской киностудии, где находились старые кинокамеры образца 1930-х и 1940-х годов — именно они использовались для съёмок игровых сцен. Основной проблемой было искусственное состаривание плёнки, чтобы она по качеству не отличалась от архивной. В одном из интервью «Новой газете» за 2005 год Федорченко говорил, что пытался обойтись без «традиционного процарапывания» плёнки, поскольку по сценарию плёнка была надёжно спрятана и хранилась на протяжении многих лет, прежде чем её нашли. Поэтому материалы съёмки должны были сохраниться в идеальном состоянии. Частично проблема состаривания решалась тем, что Федорченко приобретал в магазине плёнку самого плохого качества и искал по всей стране ателье, где её бы напечатали как можно хуже. Чаще всего использовалась старая бракованная советская плёнка «Тасма», поскольку, по меткому выражению режиссёра, «никакой „Кодак“ такой правды жизни не покажет». Иногда для создания эффекта старины часть проявки делалась во ВГИКе, где наиболее творчески делали искусственный брак плёнки, однако, по мнению кинокритика Нины Цыркун, Федорченко мог не прибегать к подобным мерам по состариванию плёнки — он иным способом внушал зрителю, что показанные им кадры прекрасно сохранились, поскольку были надёжно спрятаны и хранились в должных условиях. Основной способ состаривания кадров, согласно многим интервью Федорченко, был следующим: вся съёмка игровых сцен и хроники, имитированной под документальную, велась с помощью старых кинокамер «Рефлекс» со скоростью 8, 12 или 16 кадров в секунду, а вот распечатывание кадров велось уже с нормальной скоростью 24 кадра в секунду, что позволяло создать нужный эффект.
Для передачи атмосферы 1930-х годов съёмочная группа не ограничивалась мерами типа съёмки в чёрно-белых цветах и какого-либо «состаривания» плёнки: съёмка велась с учётом аутентичных ракурсов, стиля движения камеры, света и поведения героя в кадре. Сцены, представленные как наблюдение за главными героями скрытой камерой, были сняты в широкоугольном формате, высоко ценимым авангардистами: Олег Ковалов в рецензии для журнала «Сеанс» писал, что при съёмках короткофокусного объектива строения «сталинского ампира» казались более монументальными, а площади городов — бескрайними и пустынными, на которых терялись фигуры людей. По его же мнению, монтаж фильма был выполнен так, что заслуживал того, чтобы его изучали в киношколах будущие режиссёры — примером является переход от изображения нутра механического жука, которого мастерил Фаттахов, к кадрам работы станков на заводе, напоминавших издали это нутро. Л. М. Немченко называет монтаж, глубину кадра, ракурс и планы кинематографическими средствами, которые используются для конструирования исторической эпохи, объяснения мироустройства и расставления иерархических связей внутри социума того времени. В частности, дети в эпизоде с раскручиванием утёнка на центрифуге показаны на общем плане для передачи «духа коллективизма», а в эпизоде в зоологическом музее показаны уже более крупным планом для демонстрации индивидуальности.
Музыку к «Первым на Луне» написал екатеринбургский композитор Сергей Сидельников, работавший во всех проектах Алексея Федорченко. Также в фильме звучала музыка авторства Сергея Прокофьева и Дмитрия Шостаковича: по духу она была тревожной, несмотря на отдельные патриотические мотивы, и это входило в авторскую задумку. Иронию представляли собой кадры с правилами использования камеры для слежки, которые шли под бравурную мелодию духового оркестра, переводившую их, по выражению Ковалова, в «мажорный образ счастливой жизни „под колпаком“». В фильме прозвучал городской романс «По Варварке, по Варварке…» на стихи самого Алексея Федорченко, а в титрах во время показа кадров с отрядом космонавтов звучит ещё одна авторская песня «Вперёд, мечта, мой верный вол…» на стихи Валерия Брюсова (стихотворение «В ответ…»).

### Места съёмок
Изначально заявлялось, что игровые сцены «Первых на Луне» снимались в России, Украине, Малайзии, Полинезии и Чили, однако режиссёр позже сказал, что его съёмочная группа не была в Чили, зато посетила Полинезию. Помощь при съёмке фильма оказало даже посольство Чили: Алексей Федорченко уверял, что поздно ночью он пытался найти четырёх граждан Чили для съёмок одной из сцен и только по случайному стечению обстоятельств встретился с сотрудником посольства Чили, который пообещал ему найти нужных граждан. Часть съёмок прошла на острове Борнео, где съёмочная группа посетила посёлок морских цыган, располагавшийся на водоразделе Тихого и Индийского океанов: на съёмки одного из эпизодов в посёлке им было уделено всего 20 минут, поскольку если бы группа задержалась на большее время, им бы пришлось платить большой штраф полиции.
Федорченко рассказывал ещё одну байку о съёмках, приключившуюся на острове Борнео: во время съёмок одного из эпизодов съёмочной группе потребовался дождь, и переводчик-малайзиец заявил, что является шаманом и за денежную сумму готов «вызвать» осадки в назначенный день и час. Когда съёмочная группа приготовилась к съёмкам в нужный момент, дождь так и не пошёл: нужная режиссёру дождливая погода наступила только на следующий день, но в тот же час. Федорченко рассчитывал, что малайзиец подгонит ему пожарную машину для имитации дождя, а сам малайзиец в шутку говорил, что просто перепутал дату. «Лунные» и «чилийские» пейзажи для фильма снимались в Крыму, в Долине Привидений недалеко от Демерджи-яйла.
Значительная часть эпизодов была отснята в Екатеринбурге: в кадры попадали Центральный парк культуры и отдыха имени Маяковского (кадры с Иваном Харламовым и Надеждой Светлой), глазная больница имени Миславского (сюжет с пионерами и утёнком в центрифуге), филиал Академии государственной противопожарной службы (сцена, в которой сотрудники НКВД учатся снимать на камеру), городская больница скорой помощи, екатеринбургская городская баня (в фильме представлена как кинотеатр) и Окружной дом офицеров. Ряд эпизодов был отснят внутри помещений художественного училища имени Шадра и Екатеринбургского военного госпиталя. Сцена запуска восстановленной по чертежам ракеты снималась на Верх-Исетском пруду. Тренировки космонавтов снимали в Челябинске, в институте авиации, где стояла техника из Звёздного городка, на которой тренировался ещё Юрий Гагарин. Актёры работали без дублёров, по-настоящему вращаясь в центрифуге. Сыгравший главную роль Борис Власов рассказывал, что всех актёров страховали и привязывали верёвками, а самой тяжёлой для него была сцена взлёта, которая снималась в течение трёх часов: за время съёмок этой сцены он потерял три килограмма и, по собственным словам, «вылил из сапог три стакана собственного пота».

### Жанр
На некоторых афишах и листовках фильм «Первые на Луне» был анонсирован как «постмодернистская мистификация», однако ряд критиков считали невозможным определить однозначно его жанр, стилистическую принадлежность и художественные задачи. Фильм невозможно было вписать в постмодернистский или классический дискурсы, а сам он балансировал на грани игрового и неигрового видов кино. Сам Федорченко называл свой фильм либо «документально-игровым», либо представителем «документальной фантастики», но не относил его к чисто псевдодокументальным. Некоторые киноведы посчитали картину журналистским расследованием или даже госзаказом.

## Реакция на картину

### Премьера фильма
В России фильм впервые показали 12 марта на международном фестивале «Дух Огня» в Ханты-Мансийске: первый показ завершился 10-минутной овацией, после чего последовал дополнительный сеанс, чтобы фильм Федорченко смогли увидеть все желающие. Позже был проведён ряд закрытых показов для критиков и членов Союза кинематографистов России. В Екатеринбурге премьера фильма состоялась 12 апреля 2005 года в кинотеатре «Космос». Позже сообщалось, что 22 апреля фильм покажут в московском Доме кино, а затем проведут просмотр для космонавтов в Звёздном городке. На осень был запланирован общероссийский прокат фильма. Представление фильма на 62-м Венецианском кинофестивале было запланировано на август 2005 года, а далее картину должны были представить на фестивалях в Монреале, Афинах, Москве (фестиваль «Московская премьера»), Санкт-Петербурге, Владивостоке и Варшаве (в октябре).
На премьеру «Первых на Луне» съёмочная группа Алексея Федорченко пригласила около 30 человек из Звёздного городка, в том числе именитых космонавтов. Однако они восприняли тему настороженно, а сам фильм посчитали насмешкой над советской космонавтикой. В частности, картина не понравилась Георгию Гречко, который сказал, что Федорченко лишь напрасно мистифицировал публику. В то же время сотрудники Российского космического агентства, посмотрев картину, признались, что не смогли отличить реальные архивные кадры от той реконструкции, которую создала съёмочная группа Федорченко. Один человек, который участвовал в управлении с Земли советским «луноходом», в разговоре с Федорченко сказал, что съёмочная группа точно передала в фильме дух времени. В подлинность «документальных» кадров поверили также сотрудники «Мосфильма», которые настояли на скорейшем показе фильма, поскольку «люди должны знать свою историю».

### Кинокритики и пресса
Критики назвали фильм Федорченко первым успешным российским фильмом в жанре псевдодокументального кино, сравнив его по успешности с другим псевдодокументальным фильмом «Забытое серебро» Питера Джексона 1995 года, в котором утверждалось, что изобретателем кинематографа являются не братья Люмьер, а новозеландец Колин Маккензи. Фильм также был представлен на Венецианском кинофестивале 2005 года, разделив главный приз в номинации «Лучший документальный фильм» с польским фильмом «Восток рая» в рамках конкурсной программы новаторского кино «Горизонты». Комментируя это событие, Антон Мазуров отметил, что «Первые на Луне» продолжают традиции таких псевдодокументальных фильмов, как «Зелиг» Вуди Аллена, картины Евгения Юфита и даже известный розыгрыш Сергея Курёхина «Ленин — гриб». Однако Олег Ковалов не согласился с Мазуровым, сказав, что это «сосредоточенное и патетичное повествование» не может быть ни подражанием Юфиту, ни стёбом, а является больше «поэмой безличности», в которой автор не заявляет о себе никоим образом и «словно остаётся в тени». По стилю картина была близка к творениям режиссёров французской «новой волны». Василий Корецкий в журнале «TimeOut Москва» отметил, что это был не первый российский фильм псевдодокументального жанра, однако в «Первых на Луне» не было «болезненной сюрреалистической инферналии», которая присутствовала в фильмах «Конструктор красного цвета» Андрея И или «Два капитана 2» Сергея Дебижева; в отличие от Андрея И, Алексея Федорченко в картине занимала не демонология.
Искусствовед Нина Цыркун в одном из выпусков журнала «Сеанс» отметила, что резкий скачок в развитии российского кинематографа и его жанрового разнообразия пришлись на 2003—2005 годы. Отмечая «жанровую пестроту» и развитие разных жанров в современном российском кино, она упомянула и «Первых на Луне» Алексея Федорченко как первого представителя «экзотического жанра мокьюментари». По её словам, фильм представляет собой попытку режиссёра общаться со зрителем без какой-либо манипуляции, однако режиссёр не даёт зрителю никаких подсказок, заставляя последнего самостоятельно разбираться в том, что ему показывают. По мнению Цыркун, картина Федорченко заставляет зрителя размышлять «не о самом зрелище, но о способах его организации», но основной посыл картины заключался в следующем: «Для системы не имеет значения, герой ты или обыватель, все равно ты — „расходный материал“». Зрителю также предстоит решить, в чём отличия между «ответственным научным высказыванием» и «симуляционным текстом, созданным по поводу события», которое в действительности не случалось.
Фильм был также включён в конкурсную программу открытого российского кинофестиваля «Кинотавр» в Сочи: вопреки сложившейся традиции открывать кинофестиваль самыми слабыми фильмами, в 2005 году первыми были показаны именно «Первые на Луне». По итогам фестиваля картина получила призы «За лучший дебют» и «Приз гильдии киноведов и кинокритиков». По словам искусствоведа Татьяны Кругловой, «Первые на Луне» можно трактовать в контексте выросшей из постмодернизма эстетики концептуализма, хотя реакция зрителей заставляла сомневаться «в чистоте постмодернистской ориентации авторов». Авторами была заложена не постмодернистская реакция, связанная с поиском третьего пути «между верой в истину-документ и подозрением в постоянных манипуляциях»: Круглова считает, что режиссёр представил не миф и не документ в чистом виде, а правдивое повествование о невозможности реальной жизни без мифа. Валерий Кичин назвал «Первых на Луне» вторым в России фильмом с переосмыслением самых базовых национальных мифов: первым, по его мнению, был мультфильм «Алёша Попович и Тугарин Змей» 2004 года о «подвиге народа в борьбе с самим собой». Федорченко же отрицал отнесение своего фильма к постмодернизму, сказав, что делал фильм с иронией, но без какого-либо стёба.
Ковалов с долей иронии оценивал выход фильма на подобную тему, сравнивая его со съёмками на государственные средства фильмов на историческую и патриотическую тематику: положительные отзывы на «Первых на Луне» он считал подобными «смелым опытам литераторов-сюрреалистов», поскольку именно так их воспринял бы «нечитающий человек». В то же время Ковалов отметил, что Свердловская киностудия на скромные средства сумела экранизировать «самый фантастический национальный миф, который можно изобрести»: картину можно было считать «грандиозным гротеском» и российским аналогом «Звёздного десанта». Журналистка «Вечерней Москвы» Наталья Боброва полагала, что фильм является одновременно «смешным до колик» и «невероятным по жанру»: история его создания схожа с детективом, а сам он может быть и трагикомедией, и мистификацией. Отмечая «внешний аскетизм изобразительных средств», использованных при создании фильма, Боброва назвала эту картину «оригинальной, современной, тонкой и мощной», даже невзирая на отсутствие перспективы кассового успеха. Лариса Малюкова из «Новой газеты» назвала картину экранизацией хрестоматийного «Марша энтузиастов», отмечая, что даже в самую фантасмагорическую эпоху истории СССР «советский человек из страны мечтателей, страны ученых» стремился «за годы сделать дела столетий».

### О реакции зрителей
Алексей Федорченко заявил, что организаторы фестиваля сознательно представили фильм именно как «документальный», как бы подчёркивая своим действием отсутствие границ между документальными и художественными фильмами, но часть фестивальной публики в действительности поверили в реальность событий фильма; по словам главного редактора журнала «Искусство кино» Даниила Дондурея, в подлинность описываемых событий поверили даже члены жюри. Для поддержания подобной атмосферы кто-то из организаторов решил включить свет раньше обычного в зале, перед титрами, чтобы зрители не догадались, что их разыграли. Титры было решено поставить как можно позже: Федорченко рассчитывал, что для особенно доверчивых и для людей, которые остаются до самого конца в зале, всё это должно было стать бонусом. Он также говорил, что сначала хотел «обмануть всех», а примерно на 15-й или 20-й минуте раскрыться перед профессионалами; в то же время для зрителей съёмочная группа должна была оставаться достоверной до конца, когда должны были пойти титры со списком съёмочной группы и исполнителями ролей.
По словам Федорченко, на премьере у зрителей была абсолютно разная реакция: кто-то воспринимал фильм как комедию и смеялся даже в драматических моментах, кто-то плакал весь фильм. Подготовленный зритель должен же был в течение 10—15 минут по специальным «флажкам» догадаться, что картина является игровой и что все события в фильме — вымышленные. Игровые эпизоды он считал достаточно гэговыми, и проницательный зритель должен был догадаться о подставе. Критик С. Кудрявцев вторил режиссёру, сказав, что профессионалы кинематографа сразу должны были догадаться, что фильм представляет собой псевдодокументалистику и розыгрыш. Те же люди, которые уверяли других в невозможности отличить реальную хронику от инсценировки, либо сами плохо разбирались в кинематографе, либо просто притворялись. В то же время Кудрявцев считал, что картина «Первые на Луне» не может считаться «настоящей, остроумно придуманной и фантазийно исполненной» мистификацией: её отдельные моменты в лучшем случае создают впечатление, что зрителя попытались «слегка надуть», а не «дико развести». В интервью журналисту Кириллу Алёхину режиссёр, отвечая на вопрос о возможном толковании картины как попытки «высмеять американскую хронику первых шагов по Луне», сказал, что при наличии необходимых средств и желания мог бы снять такую мистификацию, «что комар носа не подточит», однако подобной цели он не ставил изначально. По мнению Якова Шустова, картина Федорченко получилась даже лучше и убедительнее, чем клип на песню «Amerika» группы Rammstein, также обыгрывающий тему лунного заговора.
У многих зрителей публикация титров с фамилиями актёров, исполнявших все роли, действительно вызвала шок и ощущение обмана со стороны режиссёра, о чём они нередко писали на кинофорумах. В то же время Круглова отмечала, что зрители, которые поверили в подлинность показанных событий, оказались «внутри советского мифа», а догадавшиеся о постановке событий испытали эстетическое удовольствие от розыгрыша и «почувствовали себя вне его власти». По мнению Леонида Клейна, даже у человека, прекрасно понимавшего невозможность описанных в фильме событий, после окончания просмотра картины формировалось ощущение, что события действительно имели место в жизни. Фильм же был не о космонавтах, а о космосе как о поводе для разговора об эпохе. Комментируя возможное мнение зрителей, Федорченко заявил, что его картина не может зазывать зрителя в кинотеатр: наоборот, зритель должен сам захотеть посмотреть «Первых на Луне» вместо остросюжетных фильмов и сериалов. Коммерческий директор Свердловской киностудии Павел Бабин после премьеры фильма провёл социологический опрос среди зрителей. По итогам опроса большинство зрителей высоко оценили фильм и сказали, что готовы будут посмотреть его ещё раз в кинотеатрах. На основании зрительского мнения Бабин в августе 2005 года в интервью «ИТАР-ТАСС Урал» анонсировал не только прокат «Первых на Луне» в ряде кинотеатров России, но и выпуск фильма на DVD-диске и даже показ его на телеканалах страны.

## Смысл и мотивы картины

### Режиссёрский взгляд
В разных интервью Федорченко излагалась его точка зрения о смысле картины: фильм был посвящён людям советской эпохи («поколению титанов»), которые обладали большими талантами, свято верили в возможность реализации мечты и были героями в глазах общества, однако стали жертвами государственной системы, поскольку государство не оценило их подвиг. Так, в интервью «ИТАР-ТАСС Урал» он сказал, что герои «Первых на Луне» честно выполняли свой государственный долг, веря в свою мечту, но стали жертвой государственного эксперимента. Русской службе Би-би-си и журналисту Сергею Бондареву режиссёр рассказал, что картина повествует о том, как «государство не ценит своих людей» и ломает «самое важное, что у него есть — судьбы своих граждан». Изданию Pravda.ru Федоренко сказал, что «Первые на Луне» — картина о том, как лучшие люди страны оказывались «расходным материалом для своей Родины». В интервью журналу «Огонёк» в конце 2005 года он назвал свой фильм посвящением «дедам и отцам, настоящим советским героям», добавив, что тем самым хотел также показать, как советская система может ломать своих лучших людей, а в интервью «Первому каналу» сказал, что «Первые на Луне» — фильм «про честных, красивых и сильных людей, которые по-настоящему верили в мечту и будущее и полностью этому отдавались». Люди того поколения, по словам режиссёра, жили не прошлым и не настоящим, а будущим.
В «Первых на Луне» Федорченко, по собственным словам, не только не стремился насмехаться над советской идеологией, но и старался отнестись к ней с максимально возможным уважением. Согласно газете «Новые известия», он снимал картину с любовью к людям советской эпохи и сочувствием к их устремлениям, вере в построение коммунистического государства и возможность высадки на Луну. На подобную мистификацию команда пошла исключительно из уважения к этим идеалам и в знак признания того, что их отцы и деды были честными людьми при всех проблемах социалистического строя. Федорченко заявил, что не «полировал» то время и не скрывал негативные стороны тогдашней действительности, оценивая показанное в фильме и как трагедию, и как подвиг. Он говорил, что с сочувствием отнёсся бы даже к сторонникам лысенковщины и противникам генетики, поборникам теории «живого вещества» авторства О. Б. Лепешинской или инициаторам идеи поворота сибирских рек, только потому что люди того поколения честно верили в реализацию всех этих идей. Полёт на Луну рассматривался в фильме не столько как цель, сколько как мотив, средство или символ большого начинания: вместо полёта на Луну могло быть строительство Днепрогэс, поворот сибирских рек или иное крупномасштабное мероприятие. Картина, по признанию режиссёра, была предназначена для того, чтобы зритель «по-доброму», с улыбкой простился с показанной эпохой. Это мнение Федорченко приводили многие журналисты.

### Иные мнения

#### Дух эпохи
Журналисты и кинокритики подчёркивали, что в «Первых на Луне» явно выражен дух эпохи тридцатых: «патриотические мифологемы, круто замешанные на романтическом пафосе»; бесстрашные добровольцы, рискующие собственными жизнями ради великой цели; механизм репрессий, который «перемалывал» людей в те годы. Некоторые критики связывали действие фильма «Первые на Луне» с романом Виктора Пелевина «Омон Ра», в котором полёт на Луну главного героя, равно как и вся использованная космическая техника, опять же оказывались мистификацией; на этом фоне смотреть фильм, не пытаясь увидеть деконструкцию, казалось «трудно вдвойне». По мнению Антона Долина, идея «Первых на Луне» заключалась в создании как раз антитезы «Омону Ра» — в фильме ярко выражен искренний романтизм с мечтаниями о Луне, сопоставимый с пылом старшеклассников, «нашедших на чердаке чемодан со старинными документами». Яков Шустов в рецензии для сайта «Глобальная альтернатива» назвал «Первых на Луне» лучшим фильмом об СССР с момента выхода картины «Один из нас» Геннадия Полоки, отметив, что на выходе получился фильм о настолько великой эпохе, что «некоторые факты её величия даже приходится скрывать». Обвинить фильм в антисоветизме, по словам Шустова, могли только «недалёкие люди».
Олег Ковалов назвал ленту «горькой вариацией» на тему сказа Николая Лескова «Левша», выведя следующую концепцию фильма — «народ у нас героический, вот только с начальством ему не везёт», а Леонид Клейн — с бегством от действительности на примере анекдота о предложении купить колхозу «йераплан» и улететь прочь. Александр Калугин в рецензии на Kino.ru противопоставлял «Первых на Луне» фильму Алексея Учителя «Космос как предчувствие»: если в картине Учителя ощущался «дух ожидания великих свершений», то у Федорченко дух был утрирован: некоторые моменты вызывали улыбку. В то же время Калугин отметил, что в фильме нашлось место трагедии людей, «веривших в свою страну, готовых пожертвовать собой ради нее и в одночасье оказавшихся ей ненужными, мешающими факторами, которые легче всего было просто бесшумно устранить». Станислав Ростоцкий отмечал, что концептуальное мастерство режиссёра не позволило превратить фильм в соцартовский плакат с осуждением тоталитарного режима: в картине зритель мог «при желании увидеть гораздо больше».
Татьяна Круглова цитирует в одной из своих статей отзыв с сайта kino-teatr.ru, автор которого назвал фильм «иносказательным памятником советскому ВПК» и «памятником времени, когда люди стали титанами, бросившими вызов небу». Он заявил, что благодаря наличию большого количества выдающихся деятелей науки и техники зритель готов поверить, что довоенный космический рейс действительно мог иметь место, а само построение сюжета вокруг гипотетического космического рейса — это аллегория на ряд изобретений и достижений, автором которых была Советская Россия, однако по понятным причинам эти достижения либо не упоминались в СМИ, либо попадали на краткое время и позже забывались. По словам Л. М. Немченко, для советского поколения того времени характерными были дерзость и одержимость, выраженные в стремлении преодолеть законы природы, а советская действительность строилась «по законам невозможного». В то же время в работе Федорченко, по словам Марии Кувшиновой, присутствует ирония над космическими амбициями СССР и России, сопоставимая с насмешкой в фильме Питера Джексона «Забытое серебро» над провинциальным тщеславием новозеландцев — она выламывалась из вошедшей в моду идеологемы «Россия — родина слонов», что было даже приятнее, чем гипотетическая высадка на Луну, которая могла бы осуществиться раньше экспедиции Нила Армстронга. Если исключить отсутствие реактивных двигателей в ту эпоху, то остальные элементы мира картины реально вписываются в модель модернизации СССР.

#### Мифологизация
Е. Иваненко, М. Корецкая и Е. Савенкова в одной из своих статей уделили внимание отношению к мифам советской эпохи в фильме. С одной стороны, авторы стремились их высмеять, поскольку мифы подавались в картине с теми же средствами и пафосом, как и в действительности. Высмеивание реализовывалось в виде кадров с явными несоответствиями и киноляпами — будь то красноармейцы в будённовках рядом с ракетой или немецкие офицеры на засекреченной подготовке космонавтов. С другой стороны, зритель мог посчитать кадры подлинными, поскольку по современным представлениям безумие советской действительности доходило до такой степени, что любые абсурдные инициативы выглядели естественными и необходимыми. В этой связи Лариса Малюкова писала о «социальной мичуринизации», а Яков Шустов заметил, что кажущиеся стёбом детали только придают картине «элементы эпического полотна». Екатерина Чен считает, что основу фильма составили как раз запоминающиеся плакатные образы и многочисленные ходившие в народе байки и легенды. Одна из инициатив, «предлагаемых» в картине — замена костей в скелете человека на железные протезы (по иронии, Ханиф Фаттахов вне документальных кадров занимается похожим делом, создавая механические модели насекомых из металла). С другой стороны, полёт на Луну расценивался как стремление построить новое общество (коммунизм) не на Земле, а за её пределами, с «чистого листа», и имел прямые отсылки к русскому космизму, но эта отсылка, в свою очередь, является лишь симптомом «травмы постсоветского периода». Эта травма, по мнению авторов, заключалась в тотальном осуждении советского прошлого, болезненной идентификации (стремление считать себя не «русским», а «европейцем») и нежелании признавать тот факт, что Россия во многом использует наследство советской эпохи. Фильм как бы напоминает, что Россия даже в советскую эпоху стремилась всегда быть везде первой.
В то же время Маша Вильямс в рецензии для InOut.ru скептически отмечала, что авторы уловили «вселенскую и хаотичную бессмысленность» происходившего в СССР, считая, что проект запуска человека в космос, равно как и другие проекты, осуществлялся только ради того, чтобы СССР стал первопроходцем в той или иной области. Один из героев фильма, подводя неудачный итог эксперимента, печально констатирует, по выражению Федорченко, «слепоту по отношению к прошлому», произнося фразу: «Всё уже было, и этот огромный опыт не пригодился никому». По мнению Л. М. Немченко, в названии фильма звучала интонация, характерная для мифов, которые в 1970-е и 1980-е годы публиковались в издательстве «Наука». Сама картина также строилась по законам мифологизации, воспроизводя прошлое и выстраивая пространство в рамках культурного мира. Наконец, Антон Костылёв констатирует, что из всех элементов фильма произрастал «великий и кровавый миф» из трёх составляющих — о новом человеке, о мечте, стоящей жертв, и о жертвах, без которых не обходится мечта. Он назвал его мифом, который «погнал одних на Магнитку, других — на Колыму».

#### Острые проблемы
Ковалов также отмечал, что режиссёр в некоторых сценах очень тонко попадал «в нерв социального времени». Так, в одной из сцен подготовки космонавтов рядом с ними стояли невозмутимые офицеры в нацистской военной форме, что можно считать обыгрыванием сложной темы германско-советских отношений до начала Великой Отечественной войны. Федорченко говорил, что подобная сцена, как и многие другие, возникла по ходу съёмок и дарила ощущения «импровизации, отстраненного, ироничного отношения». Постановка циркового номера на тему фильма Эйзенштейна «Александр Невский» считается ещё одним подобным «попаданием», которое отражало не только обращение Сталина к патриотической тематике во время Великой Отечественной войны, но и начавшуюся борьбу с космополитизмом. Кадры, показывавшие выбритых налысо пациентов психлечебницы и тех, кто занимался трудотерапией, вызывали «мороз по коже», поскольку были слишком реалистичными, чтобы считаться «игрой» с каким-либо материалом. Ещё одним из важных мотивов ленты является стремление к секретности, характерное для советской эпохи, и ликвидация свидетелей спецслужбами — по мнению Анны Фединой, подобная тема могла бы стать «золотой жилой» для кинорежиссёров в жанре псевдодокументального кино. Олег Ковалов упомянул среди подтекста ленты не только репрессии над организаторами космического полёта, но и борьбу против героических образов и целой «памяти человечества», выраженную в виде уничтожения вещественных доказательств. Автор, по его мнению, как бы призывал зрителей склонить головы и «постоять возле вавилонов плёнки, похоронивших знание о погибших героях».
Сцена в конце фильма с неудачной попыткой запуска уменьшенной копии ракеты Супруна и последующим взрывом ракеты не даёт в контексте фильма прямого ответа на вопрос, мог ли подобный полёт быть осуществим в принципе. В связи с этим вопрос довоенного полёта на Луну остаётся «предметом веры» для зрителя. По мнению Екатерины Чен, изображение на лунной поверхности корабля с надписью «СССР» является «тесёмочкой» или «скрепкой» на подшивке «документов», демонстрируемых по ходу фильма. Чен упомянула это в контексте работы авторов по созданию псевдодокументальных кадров, которые должны были выглядеть «стройно и эстетично» в псевдодокументальном фильме: создание множества деталей в каждой из сцен ради «одной только хохмы и обманки» было бы бессмысленным. Леонид Клейн считал, что картина посвящена проекту как навязчивой идее тоталитаризма об изменении мира вопреки законам природы и мнениям людей: по мнению Клейна, первые кадры в виде лопаты, которой раскапывают каменную землю, позволяли считать весь фильм своеобразной версией повести Андрея Платонова «Котлован», поскольку проект полёта на Луну, казавшийся фундаментом будущих успехов, в итоге стал могилой для тех, кто участвовал в его реализации. Валерий Кичин характеризовал результат эксперимента режиссёра Федорченко и сценаристов как «трагикомедию» с горькой правдой о советской стране и её самоотверженных людях.

## Персонажи
Олег Ковалов полагал, что образы космолётчиков сближаются с мифологическими и фольклорными героями. Е. Иваненко, М. Корецкая и Е. Савенкова отмечают, что персонажи и общая атмосфера в целом внушают доверие зрителю: многие из них напоминают обычных людей из народа, которые говорят «на простом народном языке» и волнуются, вспоминая какие-то моменты из личной жизни. Типажи героев указывают на разнообразие отряда, как бы являясь зеркалом страны, которая, по признанию Антона Костылёва из «Газета.ру», не признавала никаких границ — «пола, тела, расы, государства, притяжения Земли». В визуализации разворачивается галерея типов советских лиц с иным темпом и тембром речи — из жестов уходило природное начало, а сами герои демонстрировали дисциплинированное тело. В целом они были сымитированы вполне удачно, хотя некоторые из актёров не вжились до конца, поскольку видели мир иначе.
На протяжении всей картины также мелькает образ «человека в футляре»: кандидаты в космонавты оказываются в таких «футлярах», как скафандр, капсула или испытательная камера; в одном из эпизодов пионеры раскручивают утёнка в импровизированной центрифуге; перед стартом Харламов сам оказывается в ракете и скафандре. Антон Долин же полагает, что характер центральных героев практически не был прописан, поскольку сами актёры не очень старались из-за ориентации на «документальные съёмки», и фильм во многом спасла фактура. Персонажи воспринимаются как герои советских кинофильмов 1930-х годов, поскольку современному зрителю, на которого повлияли советские кинофильмы, хроника и фотографии, отличить киногероев от реальных людей той эпохи попросту нереально. Лаконичные детали биографий персонажей создают эффект документальности.

### Иван Харламов
По мнению Л. М. Немченко, биография главного героя фильма, Ивана Харламова, была выстроена по законам «мифа о культурных героях»: указана всего одна детская фотография, отсутствуют сведения о родителях, дате и месте рождения, но перечисляются спортивные достижения, успехи в освоении воздушного пространства страны и успехи на фронте. Его частная жизнь ограничена только аскетичной комнатой, где спал Иван, его любовью к Надежде Светлой, прерванным чекистами любовным свиданием и пикником на берегу реки. Съёмочная группа предлагает массу вариантов того, что могло случиться с Харламовым, показывая его маршрут, проходящий через острова в Океании, Китай и Монголию, но поскольку его героическое прошлое — вызов норме, по возвращении в СССР он всё же на какое-то время оказывается в психлечебнице, что звучит «очень убедительно».
Л. М. Немченко пишет, что «правду отношений» между советскими людьми подкрепляют видеоматериалы допроса медсестры, заботившейся о Харламове: из её показаний формируется образ волевого человека, который не просто готов к любым испытаниям, но и стремится найти истину (даже путём составления писем в ЦК компартии). Немченко делает вывод, что моделью поведения советского человека является «подвиг как норма жизни» (одним из таких проявлений является муж-полярник той медсестры), а важнейшей из его антропологических характеристик — «вера в чудо», которая «рифмуется» с феноменами культуры, где чудо присутствует в качестве необходимого элемента, как, например, цирк. В цирк уходит Иван, и там его видят последний раз («в цирке возможно всё»). И хотя Харламов проявляет «чудеса жизнестойкости» и до, и после полёта, финал его подлинной жизни так и остаётся тайной. Его попадание в психушку и последующее исчезновение, по мнению Екатерины Чен, — это отголосок конспирологических версий гибели Юрия Гагарина.
По мнению Татьяны Кругловой, Харламов является не только воплощением «настоящего человека» — квинтэссенции семантического ядра советской культуры, но и мифологической фигурой, советской версией сверхчеловека. Его внешность, сочетающая образы лётчика, рабочего и солдата, была приближена к эстетике плаката, а всё то, что происходит после падения ракеты, «поражает воображение своей фантастичностью». Круглова приводит один из отзывов на фильм, опубликованный на сайте kino-teatr.ru и посвящённый достижениям советского общества в предвоенные, военные и послевоенные годы — автор отзыва утверждал, что в образе Харламова прослеживаются черты авиаконструкторов Ростислава Алексеева и Семёна Лавочкина, изобретателя радиотелефона ЛК-1 инженера Леонида Куприяновича и специалиста по кибернетике и информатике Анатолия Китова. Ковалов сравнивает странствия Харламова с «Одиссеей», а намёком на его попытки вспомнить прошлое считается эпизод в гримёрной, когда он стирает с лица грим и с изумлением смотрит на своё отражение в зеркало, как бы не узнавая себя. Маршрут Харламова из Чили на родину, по мнению Леонида Кляйна, «пародийно» напоминает реальные маршруты перелётов Валерия Чкалова и дрейфа парохода «Челюскин».

### Ханиф Фаттахов
Персонаж Ханифа Фаттахова, по словам режиссёра, появился после переработки сценария: Федорченко сделал его единственным выжившим членом отряда космонавтов, от лица которого и велось повествование. Л. М. Немченко противопоставляет образу русского Ивана Харламова образ именно татарина Ханифа Фаттахова: если о происхождении Харламова неизвестно вообще ничего, то Ханиф рассказывает, что был беспризорником из Казани; если Иван по профессии лётчик со множеством подвигов, то Ханиф — водолаз, проплывший из Ленинграда в Кронштадт и установивший рекорд по пребыванию в ледяной воде. Ковалов также пишет, что образ Фаттахова представляет собой сочетание образов хитроумного Одиссея, который «переплыл море» (в фильме упоминается его заплыв в ледяной воде из Ленинграда в Кронштадт), и Шахерезады, которая рассказывает о легендарных деяниях: Фаттахов как единственный выживший участник проекта рассказывает историю о Харламове, которая звучит из его уст предельно правдиво.
Работа Фаттахова бутафором в зоологическом музее, сводящаяся к созданию механических моделей насекомых, может считаться метафорически попыткой оспорить цитату «Рождённый ползать летать не может» из «Песни о Соколе» Максима Горького, выраженную в виде репрессий над участниками проекта, а воспоминания — исповедью о «героическом прошлом» и «преданной дружбе». По словам Л. М. Немченко, Ханиф не только выступает главным свидетелем, но и сам узнаёт многое из архивных материалов, показанных съёмочной группой. Сообщение о смерти Ханифа Фаттахова во время съёмок фильма, которое оглашает закадровый голос, показалось журналисту Василию Корецкому «смешной, но злой» шуткой на тему устранения свидетелей.

### Надежда Светлая
Олег Ковалов полагает, что образ Надежды Светлой создан на базе героини картины Александра Самохвалова «Девушка в футболке», но также отмечает сходство Надежды с «богиней охоты»: в одном из эпизодов она стреляла из винтовки, а в другом позирует на фоне скульптуры оленя. По мнению Л. М. Немченко, образ Нади был частично списан с образа Нины из «Кавказской пленницы», поскольку к Надежде также применима фраза из того фильма «Студентка, комсомолка, спортсменка и просто красавица!». По мнению Антона Костылёва, игравшая Надежду актриса внешне была похожа на Скарлетт Йоханссон.
В фильме явно выражена любовная линия в виде отношений между Надеждой и Иваном: незадолго до старта ракеты она признаётся ему, что ей страшно. Её добавил также Федорченко после переработки сценария, сделав более чёткой. Финал этой истории, однако, является трагическим. После сцены с детьми в Зоологическом музее следуют кадры, показывающие, почему Надежде не довелось испытать «таинства материнства». Спящую с «безмятежно детским лицом» Надежду травят газом сотрудники спецслужб, поскольку она была среди свидетелей неудачного запуска ракеты.

### Другие персонажи
Лилипут и цирковой артист Михаил Рощин своим примером стремится также оспорить законы физики: рассказ коллег Рощина о том, как он, напившись, выпустил из клетки льва и стал на нём гарцевать, является аллюзией на подвиг Геракла в борьбе с Немейским львом и в то же время деликатной иронией. В качестве противопоставления лилипуту Рощину в одной из сцен появляется кузнец-гигант Пименов, который участвовал в изготовлении деталей для ракеты и во время своей смены даже сломал пресс. Со своей богатырской силой Пименов символизировал не только великана или титана как противоположность Рощину-карлику, но и представлял собой гротескный образ ударника из предвоенного «Поколения Титанов» — эпизод с работой на сломавшемся прессе мог быть пародией на фильм Дзиги Вертова «Энтузиазм: Симфония Донбасса». Олег Ковалов называл считал это редким случаем «положительного гротеска». Круглова пишет, что сцена с кузнецом Пименовым — это не только квинтэссенция образа сращения человека и машины, но и борьба человека с машиной, из которой человек как герой советской индустриализации выходит победителем.
Ещё один герой, конструктор Фёдор Фёдорович Супрун, по мнению Ковалова — аллюзия на главного героя сказа Николая Лескова «Левша», на что намекают происхождение Супруна из Тулы и упоминание его работы на Тульском оружейном заводе, а также незавидная судьба.

### Судьбы героев
Е. Иваненко, М. Корецкая и Е. Савенкова полагают, что все герои, отстаивавшие высокие идеи Родины, в соответствии с логикой фильма «по полной» пострадали за это. Изучая мотив сталинских репрессий, Кисилев писал, что все члены отряда космонавтов были обречены на исчезновение — либо они сами «стирали» свою личность и начинали жизнь с чистого листа, либо их «стирало» государство, уничтожая их самих и следы их прошлого. Если Харламов превратился в другого человека и обрёл «свой космос», оставшись в цирке, Супрун вовремя сбежал за границу и стал кладбищенским сторожем, а Фаттахов сумел устроиться на другую работу, то Рощин и Надежда погибли от рук сотрудников спецслужб.
Их убийство Л. М. Немченко сравнивает с дезинфекцией находившихся под наблюдением насекомых, упоминая и схожую сцену в финале фильма «Водитель для Веры». Круглова полагает, что исчезновение свидетелей и свидетельств полёта стало аллюзией на так и не реализованный в СССР «индустриальный проект» — проект, выраженный в виде множества «недостроя», не окупивших затраты на свое сооружение объектов и просто сооружений, не пригодных к эксплуатации. Яков Шустов же назвал гибель Светлой и Рощина «самурайской смертью», произошедшей по принципу «если ты верен — умри».
В то же время ликвидация свидетелей проекта показывает, что подобная судьба могла ждать Супруна и Харламова, если бы их обнаружили спецслужбы, поскольку подобную неудачу могли бы попросту вычеркнуть из истории вместе с причастными к ней людьми. Сотрудники НКВД, которые избавлялись от документальных свидетельств и устраняли свидетелей, в фильме представлены чуть ли не как «враги рода человеческого», двигающиеся с «крысиной походкой». Появление всех главных героев в конце фильма перед титрами, а именно их вид со спины в лучах огромного прожектора, по мнению Л. М. Немченко, представляет собой неявную цитату (аллюзию на открывающие и заключительные кадры) из фильма «Неуловимые мстители».

## Особенности жанра
Валерий Кичин писал в «Российской газете», что подобный киноэксперимент ранее проводился в 1970-е годы в Венгрии, когда там был снят игровой фильм, имитирующий кинохронику времён Наполеоновских войн — по сюжету, в подземном бункере была обнаружена серьёзно испорченная плёнка «с повреждённой перфорацией и шепелявым звуком», но пригодная для просмотра. «Первые на Луне» в исполнении Федорченко стали повторением подобного эксперимента с ещё более внушительным результатом: предыдущим по хронологии фильмом похожего жанра, по мнению Екатерины Чин, был фильм Евгения Юфита «Прямохождение» о попытках скрещивания обезьяны с человеком. Также параллели проводились с жанровым кино: так, в статье «„Первые на Луне“, или Правила кройки и шитья симулякра» фильм сопоставляется с известной американской комедией Барри Левинсона «Хвост виляет собакой», отличие заключалось в том, что в американском фильме показывалось, каким образом составляются «документальные» кадры, а в российском фильме выдавался уже готовый продукт для зрителя, которому оставалось лишь «препарировать» его и проанализировать. Высоко оценивалась операторская работа Анатолия Лесникова, который позволил фильму стать одновременно инструментом и «регистрации реальности», и её «рукотворной репрезентацией». В то же время баланс фильма на границе документального и игрового кино позволил затронуть глубокие психологические и философско-эстетические проблемы, среди которых — проблема отношения к советскому прошлому: какое прошлое конструируется для современного человека, что вытесняется и игнорируется, а что отбирается для конструирования общепринятых фактов и на каких основаниях и принципах всё это делается. По мнению Л. М. Немченко, содержание фильма затрагивает дискурсы истории и кино: научная или художественная рефлексия над фактами помещает их в пространство воображаемого и мифологизирует. Фильм показывает двойственную природу мифа, в котором вымысел и реальность не разделены четко, а дополняют друг друга; эта двойственность отражается и в реальной судьбе фильма на кинофестивалях, где его считали и художественным, и документальным.
Саша Кисилёв писал, что у «Первых на Луне» был двойной контекст. С одной стороны, этот фильм был подражанием многочисленным документальным лентам о либо не разгаданных тайнах истории, либо об общеизвестных всем событиях, излагаемых с оттенками драматизма. С другой стороны, фильм был схож с сенсационными и «разоблачающими» лентами, посвящёнными кардинальному пересмотру отдельных моментов истории СССР и России (в том числе в плане возвеличивания каких-то событий или явлений). Он отмечал, что этот фильм стал аллюзией на то, как создавалась новая реальность в отечественных кинодокументах: «свобода и экспериментаторство» 1920-х сошли на нет, а от ненужной «для державного замысла» информации стали резко избавляться в последующие годы. Подобные действия влияли на зрителя таким образом, что он достаточно долго считал, что ему показывали «отнюдь не всё». Л. М. Немченко заключает, что при условии принятия художественным произведением статуса документа фильм может стать репрезентацией отечественной культуры и советского человека в контексте современного мира, где реальностью является всё пространство, создаваемое политиками, СМИ и художниками.
Основным приёмом симуляции документальной реальности в картине является смешивание подлинных архивных кадров с документальной стилизацией под эти кадры, которое запутывает зрителя с самого начала. По мнению Л. М. Немченко, это соединение двух линий кинематографа — так называемой «люмьеровской», ориентированной на факт и физическую реальность, и «мельесовской», связанной с творчеством, постановкой и имитацией. Саша Кисилёв полагал, что авторы отлично справились с задачей съёмки «под документ» и имитацией архивной хроники, в связи с чем зрителю было бы очень трудно почувствовать фальшь в работе операторов. Игра с документами и имитация реальных кадров и письменных свидетельств также казалась убедительной и создавала у зрителя ощущение, что подобные события действительно могли иметь место, однако в то же время могло быть и иное ощущение — того, что зрителю представлена «тщательно сделанная мистификация». Об этом же ощущении писала Лидия Маслова в газете «Коммерсантъ», отмечая, что в фильме «всё вранье от первого до последнего слова», но в целом он производил «довольно сильное впечатление правды». В некоторых сценах представлена симуляция живого состояния наблюдения, когда камера реагирует с оператором на события (бежит и пыхтит, задумывается или не успевает на что-то среагировать). Она отображает труд оператора и камеры со всеми трудностями, позволяет зрителю не просто ассоциировать себя с оператором, но и убедить себя в подлинности показанных событий. Реалистичность показанных кадров была таковой, что и космолётчики, и учёные, и чилийские крестьяне-очевидцы падения ракеты казались внешне «словно выхваченными из этой самой кинохроники».
Кисилёв предполагал, что авторы «Первых на Луне» попытались создать новую реальность путём деконструкции «старого» и «нового» документального киноязыка: похожую попытку, по его мнению, предприняли авторы фильма «Ведьма из Блэр». Ковалов добавлял, что Федорченко точно имитировал нормативную эстетику официозных киножурналов, просветительских и учебных фильмов, проведя своеобразную «имитацию имитации», а также с особой тонкостью передал «все тончайшие градации» предвоенной эпохи, вполне понятные современнику — этому способствовали и точно воспроизведённые заставки киножурналов со шрифтом старых титров, и особенности каждого «кинодокумента» в виде наличия или отсутствия дефектов, что позволяло оценить, как технически велась съёмка и в каком состоянии сохранились кадры. Манера изображения главного героя в «Первых на Луне» Ковалову показалась схожей с той, в какой манере изображались личности героев фильмов «Гражданин Кейн» и «Человек из мрамора»: официальная кинохроника противопоставляется режиссёрскому изображению. При этом ярко выраженного контраста мифа и реальности, по мнению Ковалова, не наблюдалось благодаря наличию авторской, художественно «истинной» версии судьбы каждого из героев. Использование объектива типа «рыбий глаз» не просто формировало представление о наблюдении за героями, но и показывало всемогущество механизма слежки и наблюдения за любым человеком — в нём прослеживалось что-то метафизическое, как в картинах Джорджо де Кирико. Постулат-фобия о том, что «всё всегда видно», использовался авторами фильма на фоне социальной паранойи: она была основана на предубеждении о наличии в государственных архивах документальных свидетельств любых событий, что могло быть поводом для страха и необходимости выглядеть достойно. Надежда на то, что с объектом наблюдения ничего страшного не может случиться, рушится по ходу фильма. Идея тотальной слежки выражена во фразе с богословским мотивом «Наверно, у Бога в раю мы все как на киноплёнке», которую произносит один из героев — она символизирует то, что киноплёнка сохраняет память о человеке вопреки бренности бытия и короткой памяти.
Татьяна Круглова писала, что Федорченко не просто стилизовал художественные фильмы 1930-х годов с идеологическим посланием и эстетикой светлого и чистого отношения к миру социалистического строительства, но и смонтировал их со сценами, снятыми в другой эстетике, не предназначенными для публичного показа и лишёнными эстетики — документов секретных служб, кадров любительской кинокамеры и скрытой съёмки. По её словам, в фильме появилась так называемая «двойная оптика», когда зритель видел и парадную сторону, и внутренний мир советской системы. Оба эти взгляда были убедительны, но создавали проблему восприятия не только конкретного события, но и всей советской эпохи: решение проблемы оставалось только за зрителем. Опора на рассекреченные документы в фильме «работает на установку доверия» в связи с тем, что многие архивы КГБ СССР были рассекречены после распада Советского Союза и позволили многим историкам узнать реальные сведения и описать действительные процессы, которые происходили во всех сферах жизни СССР. Навыки, поведение и привычки личностей той эпохи, по мнению Валерия Кичина, были представлены в картине правдоподобно, однако в целом изобразительная аскеза предрекала «Первым на Луне» успешную артхаусную и фестивальную судьбу, но не всенародную известность.
Е. Иваненко, М. Корецкая и Е. Савенкова писали, что, помимо смешения реальных документальных кадров со стилизованными, в фильм включался элемент сомнения в правдоподобии, который усложнял для зрителя задачу по определению, является ли он мистификацией или нет. В частности, в картине подобную роль играла женщина, участвовавшая в сборке модели ракеты и относившаяся со скепсисом ко всей идее. В связи с этим зритель стремился дождаться финала, чтобы узнать ответ на вопрос о подлинности сюжета. Авторы оставили ряд явных зацепок для зрителя, что было сделано с «воспитательно-просвещенческими целями»: некоторые игровые сцены, действие которых разворачивалось в 1930-е годы, снимались без использования любых дефектов, а действия героев в этих сценах были слишком постановочными. Наличие сюжета, личной жизни и внутреннего мира героев выходило за рамки классического представления о хронике, хотя элементы слежки за людьми и подсматривание за его личной жизнью уже стали обыденными элементами реалити-шоу. Словосочетание «на самом деле» также могло обострить внимание зрителя настолько, что у него пропадала на какой-то момент способность к критическому мышлению, и он был готов воспринимать абсолютно любые суждения и образы (в том числе заведомо ложные). Парадокс заключался в том, что зритель в глубине души желал обманываться, чтобы испытать какие-то праведные чувства (патриотические, лирические и т. д.) во всей их полноте.

## Награды
- Премия за лучший документальный фильм в конкурсной программе «Горизонты» (англ. Venice Horizons Documentary Award) на Венецианском кинофестивале — 2005[13][1]
- Призы «За лучший дебют» и «гильдии киноведов и кинокритиков» на фестивале «Кинотавр» — 2005[1]
- Приз «Золотая коляска» Загребского кинофестиваля «за лучший документальный фильм» — 2005[1]
- Премии «Белый слон» в номинациях «Лучший фильм-дебют», «Лучший сценарий» и «Лучшая работа художника» — 2005[74]

## Комментарии
1. ↑  В фильме он назван «генеральным конструктором» и упомянут в качестве участника боёв Первой мировой войны в «Мазурских болотах»
2. ↑  В фильме — Иван Сергеевич Харламов, в 1930 году — участник операций по ликвидации басмаческих банд Надир-хана в Туркестане, был ранен в руку
3. ↑  В фильме — краснофлотец Черноморского флота, старшина Ханиф Иванович Фаттахов
4. ↑  В журнале «Искусство кино» названа Светланой[12], в фильме проходит как студентка Института механики и трижды победительница соревнований ОСОАВИАХИМа
5. ↑  По мнению журналиста Станислава Ростоцкого, выбор даты не является случайным: в этот день в 1884 году состоялся один из первых полётов дельтапланов, разработанных инженером Джоном Джозефом Монтгомери[англ.]; в 1926 году Роберт Годдард запустил свою первую ракету на жидком топливе; в 1927 году родился лётчик-космонавт № 7 и Герой Советского Союза Владимир Комаров; в 1962 году состоялся запуск первого искусственного спутника типа «Космос»[23]
6. ↑  В фильме указывается, что космодром находился в 25 км к югу от Нязепетровска
7. ↑  Сашей Кисилевым указывается, что к смерти Надежды был причастен «13-й спецотдел НКВД». Он же по ошибке указывает, что Рощин умер от пьянства[12]
8. ↑  По словам Алексея Федорченко, из окончательного варианта фильма был вырезан фрагмент, где Ханиф Фаттахов плакал, смотря снятые на скрытую камеру кадры с гибелью членов отряда космонавтов. Федорченко полагал, что реакция Фаттахова может или показаться зрителям надуманной, или внушить им бесповоротно, что события фильма — не вымысел[25]
9. ↑  Василий Корецкий ошибочно указывал, что объект упал через 18 дней после запуска ракеты[20]. Согласно фильму, падение объекта произошло 24 марта 1938 года (через 8 дней после запуска ракеты), а его обломки были обнаружены в 200 км к северу от города Ольягуэ
10. ↑  Авторы утверждают, что Харламов на допросе перечислил четыре географических объекта — Арика (морской порт, Чили), Нуку-Хива (архипелаг, Французская Полинезия), Бука (остров, архипелаг Соломоновы острова) и Амой (морской порт Сямынь, Китайская Республика)
11. ↑  В фильме — Нина Грачёва, сотрудница Читинской психиатрической больницы
12. ↑  Эти кадры демонстрируются в самом конце фильма, а плёнка объявлена как собственность музея естествознания города Антофагаста
13. ↑  В издании Pravda.ru ошибочно указан как исполнитель роли Фёдора Супруна[2]
14. ↑  «Первые на Луне» получили свой приз как лучший документальный фильм, а «Восток рая» — как лучший игровой фильм[47]